# Zhongwu (sockenhuvudort i Kina, Hunan Sheng, lat 29,77, long 111,67)
Zhongwu är en sockenhuvudort i Kina. Den ligger i provinsen Hunan, i den södra delen av landet, omkring 220 kilometer nordväst om provinshuvudstaden Changsha. Antalet invånare är 18 868. Befolkningen består av 9 340 kvinnor och 9 528 män. Barn under 15 år utgör 12,0 %, vuxna 15-64 år 75 %, och äldre över 65 år 11,0 %.
Runt Zhongwu är det tätbefolkat, med 356 invånare per kvadratkilometer. Närmaste större samhälle är Hekou, 18,5 km sydväst om Zhongwu. Omgivningarna runt Zhongwu är en mosaik av jordbruksmark och naturlig växtlighet.
Genomsnittlig årsnederbörd är 1 565 millimeter. Den regnigaste månaden är maj, med i genomsnitt 222 mm nederbörd, och den torraste är december, med 22 mm nederbörd.